# Asian Rugby Championship 1984
El Asian Rugby Championship  de 1984 fue la 9.ª edición del principal torneo asiático de rugby.

## Desarrollo

### Grupo A
| Pos. | Equipo        | Encuentros | Encuentros | Encuentros | Encuentros | Tantos  | Tantos    | Tantos     | Puntos Totales |
| Pos. | Equipo        | jugados    | ganados    | empatados  | perdidos   | a favor | en contra | diferencia | Puntos Totales |
| ---- | ------------- | ---------- | ---------- | ---------- | ---------- | ------- | --------- | ---------- | -------------- |
| 1    | Corea del Sur | 3          | 3          | 0          | 0          | 212     | 9         | 203        | 6              |
| 2    | Tailandia     | 3          | 1          | 1          | 1          | 27      | 116       | - 89       | 3              |
| 3    | Sri Lanka     | 3          | 1          | 0          | 2          | 23      | 90        | - 67       | 2              |
| 4    | Malasia       | 3          | 0          | 1          | 2          | 36      | 83        | - 47       | 1              |

| 21 de octubre | Corea del Sur | 69 - 3 | Sri Lanka |  |  |

| 21 de octubre | Malasia | 18 - 18 | Tailandia |  |  |

| 23 de octubre | Corea del Sur | 51 - 6 | Malasia |  |  |

| 23 de octubre | Tailandia | 9 - 6 | Sri Lanka |  |  |

| 25 de octubre | Sri Lanka | 14 - 12 | Malasia |  |  |

| 25 de octubre | Corea del Sur | 92 - 0 | Tailandia |  |  |

### Grupo B
| Pos. | Equipo    | Encuentros | Encuentros | Encuentros | Encuentros | Tantos  | Tantos    | Tantos     | Puntos Totales |
| Pos. | Equipo    | jugados    | ganados    | empatados  | perdidos   | a favor | en contra | diferencia | Puntos Totales |
| ---- | --------- | ---------- | ---------- | ---------- | ---------- | ------- | --------- | ---------- | -------------- |
| 1    | Japón     | 3          | 3          | 0          | 0          | 182     | 10        | 172        | 6              |
| 2    | Taiwán    | 3          | 2          | 0          | 1          | 72      | 50        | 22         | 4              |
| 3    | Hong Kong | 3          | 1          | 0          | 2          | 67      | 70        | - 3        | 2              |
| 4    | Singapur  | 3          | 0          | 0          | 3          | 12      | 203       | - 191      | 0              |

Nota: Se otorgan 2 puntos al equipo que gane un partido, 1 al que empate y 0 al que pierda
| 21 de octubre | Taiwán | 55 - 3 | Singapur |  |  |

| 21 de octubre | Japón | 54 - 0 | Hong Kong |  |  |

| 23 de octubre | Japón | 44 - 4 | Taiwán |  |  |

| 23 de octubre | Singapur | 3 - 64 | Hong Kong |  |  |

| 25 de octubre | Japón | 84 - 6 | Singapur |  |  |

| 25 de octubre | Taiwán | 13 - 3 | Hong Kong |  |  |

### Definición 3° puesto
| 27 de octubre | Taiwán | 30 - 3 | Tailandia |  |  |

### Final
| 27 de octubre | Japón | 20 - 13 | Corea del Sur |  |  |

| Bandera de Japón |
| Campeón Japón    |
| Octavo título    |